# サムワイズ・ギャムジー
サムワイズ・ギャムジー（Samwise Gamgee、第三紀2980年 -）、のちの庭師家のサムワイズ（Samwise Gardner）、通称サムは、J・R・R・トールキンの中つ国を舞台とした小説『指輪物語』の登場人物。

## 概要
「指輪の仲間」の一人で、主人公フロド・バギンズに仕えるホビットの庭師。好奇心旺盛で素朴な性格で、際立って勇敢なわけでも、また優れた能力を持っていたわけでもないが、作中では最も活躍した一人である。
父はハム・ギャムジー。母は子善家のベル。妻はローズ・コトン。美しのエラノールをかしらに七男六女を得た。
主人を心から敬愛し、フロドの指輪を滅ぼす旅では常にフロドにつき従い、フロドを支えた。

### 作中での描写
ホビット村でも屈指のジャガイモ栽培の権威として知られた庭師ハムファスト・ギャムジーの末子として生まれる。元々の住所はホビット庄西四が一の庄・ホビット村の袋枝路3番地だが、指輪を廃棄する冒険行の後に主人であるフロドの袋小路屋敷を譲り受けた。父譲りの園芸の技術を持ち、また野外料理も得意で、指輪に関わる冒険行では常に調理器具一式を携行していた。ただこれら彼愛用の調理器具は、モルドールの土地を突破する際に負担になったため、サム自らの手によって地面に無数に走る亀裂の一つに捨てられた。
仮死状態に陥ったフロドから預かる形で、ほんの僅かな間ではあったが一つの指輪を所持していたことがあり、極めて平均的なホビットながらも、長くその名を語り継がれる事となる。
ホビット庄に帰還の後に、彼は幼馴染のロージー・コトンと結婚し、長女のエラノールを始めとして13人の子をもうけた。またフロドより譲り受けた西境の赤表紙本の最後の章をしたためたのも彼とされる。
フロドが西の海へと去った後、ホビット庄の庄長を7期の長きにわたって勤め平和を守るが、妻の死後、中つ国に残った最後の指輪所持者として、フロドを追って西の海の果て、至福の国へと船出したといわれている。

## 人物として
主人のためなら火の中水の中という性格ではあるが、その主人の秘密に鼻先を突っ込んでしまう一面もある。彼の活動により、秘密裏に行われるはずだったフロドの出発はペレグリン・トゥックやメリアドク・ブランディバックらの知るところとなり、これによっていよいよ出発を秘密にできなくなってしまった。しかしこれが怪我の功名となり、フレデガー・ボルジャーの偽装工作ではモルドールからの追っ手を騙すことにも繋がった。
いわゆる「ホビット」らしいホビットである反面、ビルボやフロドなどエルフに親交のある人物を非常に尊敬し、未知なものにも興味を覚える方である。また決して頭が切れるわけではないが、物事の本質を見抜く目を持っている。

### 名前について
彼の名は西方語では Banazîr Galbasi（バナジール・ガルバシ）であり、Samwise Gamgeeはそれをトールキンが英語に翻訳したものである。 Banazîr は「うすのろ、お人よし」を意味し、 Galbasi は彼の家系が出た村に由来する苗字であった。